# DTU Transport
DTU Transport eller Institut for Transport var et institut under Danmarks Tekniske Universitet (DTU). Instituttet blev stiftet 1. januar 2008, som fusion af de tidligere Center for Trafik og Transport (CTT) og Danmarks Transportforskning (DTF). DTU Transport havde til huse i bygning 115 og 116B på DTU's campus. Instituttet blev nedlagt i 2016. Der oprettedes efterfølgende et nyt center for transportforskning, DTU Management, Division for Transport.
Instituttet var de seneste år organiseret med en institutdirektør, Niels Buus Kristensen, en stabsfunktion, tre forskningsområder og et data- og modelcenter. De tre forskningsområder var:
- Transportpolicy og -adfærd
- Trafikmodellering og planlægning
- Transportoptimering og trafikteknik

DTU Transport udbød uddannelsen som Diplomingeniør i Trafik og Transport. Desuden deltog instituttet i bacheloruddannelserne byggeteknologi, matematik og teknologi og software technology, samt kandidatuddannelserne transport og logistik og byggeteknologi.